# Финал Мирового тура ATP 2011 — парный турнир
Максим Мирный защитил свой прошлогодний титул, но не в паре с Ненадом Зимоничем, а в паре с Даниэлем Нестором. Серб также принимал участие в соревнованиях (в паре с французом Микаэлем Льодра), но не вышел из группы.

## Сеяные
| 1. Боб Брайан / Майк Брайан (Полуфинал) 2. Ненад Зимонич / Микаэль Льодра (Группа) 3. Максим Мирный / Даниэль Нестор (Титул) 4. Махеш Бхупати / Леандер Паес (Полуфинал) | 1. Рохан Бопанна / Айсам-уль-Хак Куреши (Группа) 2. Роберт Линдстедт / Хория Текэу (Группа) 3. Юрген Мельцер / Филипп Пецшнер (Группа) 4. Марцин Матковски / Мариуш Фирстенберг (Финал) |

## Сетка

### Используемые сокращения
- Q (англ. qualifier, дословно — квалифицировавшийся) — победитель квалификационного турнира.
- WC (англ. wild card, уайлд-кард) — специальное приглашение от организаторов.
- LD (англ. last direct acceptance, последний прямой допуск) — игрок, находящийся последним в списке участников, попадающих напрямую в основную сетку.
- LL (англ. lucky loser, лаки-лузер) — игрок с наивысшим рейтингом из проигравших в финальном раунде квалификации, приглашённый в качестве замены поздно снявшегося игрока основной сетки.
- Rt (англ. retired, дословно — снявшийся) — отказ игрока от продолжения игры по ходу матча.
- W/O (англ. walkover, дословно — проход) — выигрыш на невыходе соперника на игру.
- SE (англ. special exempt) — специальный допуск. Используется для игроков, которые удачно сыграли на неделе, предшествовавшей турниру, и потому не могли участвовать в квалификации.
- SR (англ. special rating) — специальный рейтинг. Даётся игроку, получившему травму и выбывшему из тура не менее чем на 6 месяцев и до двух лет. В этом случае его рейтинг на время лечения травмы «замораживается» и затем после возвращения, он имеет право заявляться на несколько турниров (определяется регламентом тура), чтобы попадать на турниры своего уровня.
- PR (англ. protected ranking, дословно — защищённый рейтинг). Используется для допуска в турнир игроков, пропустивших долгое время из-за травмы и опустившихся в рейтинге.
- ALT (англ. alternate) — альтернативный игрок в сетке (замена кого-то из поздно снявшихся с турнира).
- S (англ. suspended, дословно — отложен) — матч приостановлен из-за дождя или темноты.
- D (англ. defaulted) — один из спортсменов снят с турнира за неспортивное поведение.

### Финальные раунды
|  | Полуфиналы | Полуфиналы                          | Полуфиналы                          | Полуфиналы                          | Полуфиналы                          | Полуфиналы                          | Полуфиналы                          | Полуфиналы | Полуфиналы | Полуфиналы |   |                                     | Финал                               | Финал                               | Финал                               | Финал                               | Финал                               | Финал                        | Финал                        | Финал | Финал | Финал |
|  |            |                                     |                                     |                                     |                                     |                                     |                                     |            |            |            |   |                                     |                                     |                                     |                                     |                                     |                                     |                              |                              |       |       |       |
|  | 4          | Махеш Бхупати Леандер Паес          | Махеш Бхупати Леандер Паес          | Махеш Бхупати Леандер Паес          | Махеш Бхупати Леандер Паес          | Махеш Бхупати Леандер Паес          | Махеш Бхупати Леандер Паес          | 4          | 6          | [6]        |   |                                     |                                     |                                     |                                     |                                     |                                     |                              |                              |       |       |       |
|  | 4          | Махеш Бхупати Леандер Паес          | Махеш Бхупати Леандер Паес          | Махеш Бхупати Леандер Паес          | Махеш Бхупати Леандер Паес          | Махеш Бхупати Леандер Паес          | Махеш Бхупати Леандер Паес          | 4          | 6          | [6]        |   |                                     |                                     |                                     |                                     |                                     |                                     |                              |                              |       |       |       |
|  | 8          | Марцин Матковски Мариуш Фирстенберг | Марцин Матковски Мариуш Фирстенберг | Марцин Матковски Мариуш Фирстенберг | Марцин Матковски Мариуш Фирстенберг | Марцин Матковски Мариуш Фирстенберг | Марцин Матковски Мариуш Фирстенберг | 6          | 4          | [10]       |   |                                     |                                     |                                     |                                     |                                     |                                     |                              |                              |       |       |       |
|  |            |                                     |                                     |                                     |                                     |                                     |                                     |            |            |            | 8 | Марцин Матковски Мариуш Фирстенберг | Марцин Матковски Мариуш Фирстенберг | Марцин Матковски Мариуш Фирстенберг | Марцин Матковски Мариуш Фирстенберг | Марцин Матковски Мариуш Фирстенберг | Марцин Матковски Мариуш Фирстенберг | 5                            | 3                            |       |       |       |
|  |            |                                     |                                     |                                     |                                     |                                     |                                     |            |            |            | 8 | Марцин Матковски Мариуш Фирстенберг | Марцин Матковски Мариуш Фирстенберг | Марцин Матковски Мариуш Фирстенберг | Марцин Матковски Мариуш Фирстенберг | Марцин Матковски Мариуш Фирстенберг | Марцин Матковски Мариуш Фирстенберг | 5                            | 3                            |       |       |       |
|  |            |                                     |                                     |                                     |                                     |                                     |                                     |            |            |            |   |                                     | 3                                   | Максим Мирный Даниэль Нестор        | Максим Мирный Даниэль Нестор        | Максим Мирный Даниэль Нестор        | Максим Мирный Даниэль Нестор        | Максим Мирный Даниэль Нестор | Максим Мирный Даниэль Нестор | 7     | 6     |       |
|  | 3          | Максим Мирный Даниэль Нестор        | Максим Мирный Даниэль Нестор        | Максим Мирный Даниэль Нестор        | Максим Мирный Даниэль Нестор        | Максим Мирный Даниэль Нестор        | Максим Мирный Даниэль Нестор        | 7          | 6          |            |   |                                     | 3                                   | Максим Мирный Даниэль Нестор        | Максим Мирный Даниэль Нестор        | Максим Мирный Даниэль Нестор        | Максим Мирный Даниэль Нестор        | Максим Мирный Даниэль Нестор | Максим Мирный Даниэль Нестор | 7     | 6     |       |
|  | 3          | Максим Мирный Даниэль Нестор        | Максим Мирный Даниэль Нестор        | Максим Мирный Даниэль Нестор        | Максим Мирный Даниэль Нестор        | Максим Мирный Даниэль Нестор        | Максим Мирный Даниэль Нестор        | 7          | 6          |            |   |                                     |                                     |                                     |                                     |                                     |                                     |                              |                              |       |       |       |
|  | 1          | Боб Брайан Майк Брайан              | Боб Брайан Майк Брайан              | Боб Брайан Майк Брайан              | Боб Брайан Майк Брайан              | Боб Брайан Майк Брайан              | Боб Брайан Майк Брайан              | 6          | 4          |            |   |                                     |                                     |                                     |                                     |                                     |                                     |                              |                              |       |       |       |
|  | 1          | Боб Брайан Майк Брайан              | Боб Брайан Майк Брайан              | Боб Брайан Майк Брайан              | Боб Брайан Майк Брайан              | Боб Брайан Майк Брайан              | Боб Брайан Майк Брайан              | 6          | 4          |            |   |                                     |                                     |                                     |                                     |                                     |                                     |                              |                              |       |       |       |
|  |            |                                     |                                     |                                     |                                     |                                     |                                     |            |            |            |   |                                     |                                     |                                     |                                     |                                     |                                     |                              |                              |       |       |       |

### Групповой раунд
Золотистым выделены игроки, занявшие первые два места в своих группах.

#### Группа А
| Посев | Теннисист                    | Брайан              | Бхупати Паес | Линдстедт Текэу | Мельцер Пецшнер     | Матчи | Сеты | Геймы | Место |
| ----- | ---------------------------- | ------------------- | ------------ | --------------- | ------------------- | ----- | ---- | ----- | ----- |
| 1     | Боб Брайан Майк Брайан       |                     | 4-6, 2-6     | 6-1, 6-2        | 6-7(4), 7-5, [10-7] | 2-1   | 4-3  | 32-27 | 2     |
| 4     | Махеш Бхупати Леандер Паес   | 6-4, 6-2            |              | 6-7(6), 1-6     | 7-5, 6-3            | 2-1   | 4-2  | 32-27 | 1     |
| 6     | Роберт Линдстедт Хория Текэу | 1-6, 2-6            | 7-6(6), 6-1  |                 | 3-6, 4-6            | 1-2   | 2-4  | 23-31 | 4     |
| 7     | Юрген Мельцер Филипп Пецшнер | 7-6(4), 5-7, [7-10] | 5-7, 3-6     | 6-3, 6-4        |                     | 1-2   | 3-4  | 32-34 | 3     |

#### Группа Б
| Посев | Теннисист                           | Зимонич Льодра   | Мирный Нестор       | Бопанна Куреши        | Матковски Фирстенберг | Матчи | Сеты | Геймы | Место |
| ----- | ----------------------------------- | ---------------- | ------------------- | --------------------- | --------------------- | ----- | ---- | ----- | ----- |
| 2     | Ненад Зимонич Микаэль Льодра        |                  | 6-4, 3-6, [7-10]    | 7-6(8-6), 6-3         | 4-6, 7-5, [9-11]      | 1-2   | 4-4  | 33-32 | 3     |
| 3     | Максим Мирный Даниэль Нестор        | 4-6, 6-3, [10-7] |                     | 7-6(7-2), 4-6, [11-9] | 6-4, 6-3              | 3-0   | 6-2  | 35-28 | 1     |
| 5     | Рохан Бопанна Айсам-уль-Хак Куреши  | 6-7(6), 3-6      | 6-7(2), 6-4, [9-11] |                       | 2-6, 1-6              | 0-3   | 1-6  | 24-37 | 4     |
| 8     | Марцин Матковски Мариуш Фирстенберг | 6-4, 5-7, [11-9] | 4-6, 3-6            | 6-2, 6-1              |                       | 2-1   | 4-3  | 31-26 | 2     |

Примечание: При равенстве выигранных и сыгранных матчей у двух пар главным критерием отбора является результат личных встреч.